# Rancho San Diego
Rancho San Diego es un lugar designado por el censo ubicado en el condado de San Diego en el estado estadounidense de California. En el año 2000 tenía una población de 20.155 habitantes y una densidad poblacional de 876.3 personas por km². 

## Geografía
Rancho San Diego se encuentra ubicado en las coordenadas 32°45′58″N 116°55′17″O / 32.76611, -116.92139. Según la Oficina del Censo, la ciudad tiene un área total de 23 km² (8,9 mi²), de la cual 23 km² (8,9 mi²) es tierra y 0 km² (0 mi²) 0.0% es agua.

## Demografía
Los ingresos medios por hogar en la localidad eran de $68,185, y los ingresos medios por familia eran $75,919. Los hombres tenían unos ingresos medios de $48,995 frente a los $36,093 para las mujeres. La renta per cápita para la localidad era de $29,834. Alrededor del 4.6% de la población estaban por debajo del umbral de pobreza.

## Educación
- Cuyamaca Community College